# Chandata taiwana
Chandata taiwana är en fjärilsart som beskrevs av Yoshimoto 1982. Chandata taiwana ingår i släktet Chandata och familjen nattflyn. Inga underarter finns listade i Catalogue of Life.